# تانک‌خورها
تانک‌خورها یک مجموعه تلویزیونی ایرانی، به کارگردانی پرویز شیخ‌طادی، نویسندگی محمدصادق رمضانی‌مقدم و تهیه‌کنندگی ایرج محمدی است که از ۱۵ مهر تا ۲۸ آبان ۱۴۰۳ از شبکه ۳ تلویزیون ایران به پخش رسیده است. این مجموعه از سال ۱۴۰۲ تا ۱۴۰۳ ساخته شده است.
این مجموعه تلویزیونی در ابتدای تولید و خبرهای اولیه با عنوان جان برادر شناخته می‌شد که در ادامه نام آن به تانک‌خورها تغییر یافت. این سریال ابتدا در گروه فیلم و سریال شبکه ۳ شکل گرفت، اما در ادامه با منحل شدن گروه‌های فیلم و سریال شبکه‌های تلویزیونی صدا و سیما به مرکز سیمافیلم رفت و مراحل تولید آن در سیمافیلم سپری شد.

## خلاصه داستان
داستان این مجموعه که برگرفته از تاریخ شفاهی رزمندگان «دفاع مقدس» است، دربارهٔ مردی به نام «هاشم مالکی» (آرش مجیدی) است که در ماه‌های ابتدایی جنگ ایران و عراق، به همراه برادرش حامد (محمدهادی دیباجی) و شاگرد و دوست صمیمی‌اش محسن (سروش جمشیدی) در تعمیرگاهی در شهر مشهد به تولید و تعمیر قطعات خودرویی مشغول است. چالش‌های اصلی هاشم از زمانی آغاز می‌شود که حامد راهی جبهه می‌شود و این اتفاق به‌علاوه دسیسه‌های رقیبان کاری هاشم، ماجراهایی را برای وی رقم می‌زند.

## بازیگران
| بازیگر          | نقش                  | توضیحات                                                              |
| آرش مجیدی       | هاشم مالکی (دست طلا) | پسر خدیجه، برادر بزرگ حامد و هانیه                                   |
| سروش جمشیدی     | محسن                 | شاگرد هاشم                                                           |
| علیرضا استادی   | حاجی‌پور              | مسئول مکانیکی مقر غریب خراسان                                        |
| ثریا قاسمی      | خدیجه خانم           | مادر هاشم، حامد و هانیه                                              |
| احمد نجفی       | عزیز                 | پدر زن حامد                                                          |
| محمدهادی دیباجی | حامد مالکی (سفیر)    | برادر هاشم و هانیه، پسر خدیجه                                        |
| شیوا خسرومهر    |                      | خالهٔ مرضیه                                                           |
| بهراد خرازی     | بهادر                | قمارباز، قاچاقچی مواد                                                |
| مهدی صباغی      | منصور                | جاسوس عضو مجاهدین خلق، برادر زاده عزیز، فامیل دور هاشم، حامد و هانیه |
| میلاد میرزایی   | جواد                 | رزمنده، عاشق اسما                                                    |
| شیرین اسماعیلی  | نرگس صادقی           | دکتر بیمارستان سینای اهواز، خواهر نیما                               |
| سارا باقری      | مریم                 | همسر حامد                                                            |
| فاطمه حاجوی     | هانیه مالکی          | خواهر هاشم و حامد، دختر خدیجه                                        |
| بهرام برخورداری | مهرزاد               | پسر عزیز آقا، برادر زن حامد                                          |
| احمد کاوری      | عیسی دشتی            | فرمانده رزمندگان ایرانی                                              |
| مسعود شریف      | حاج ولی              | فرمانده رزمندگان ایرانی                                              |
| مهرداد بخشی     | یاسر                 | دوست هاشم، از مسئولین کمیته انقلاب مشهد                              |
| سارا توکلی      | مرضیه                | معشوقه محسن                                                          |
| فاطمه مرتاضی    | خان‌جون               | مادربزرگ هاشم، حامد و هانیه                                          |
| امید شوندی      | نیما صادقی           | رزمنده، برادر نرگس                                                   |
| عقیل بهرامی     | یوسفی                | عضو کمیته انقلاب اسلامی مشهد                                         |
| مرتضی شارعی     | فتحی                 | مکانیک مقر غریب خراسان                                               |
| پونه عاشورپور   | اسما                 | پرستار بیمارستان سینای اهواز، معشوقه جواد                            |
| ناظم بلوچی      | سعید                 |                                                                      |
| محمد جعفرپور    | امینی                | جاسوس عضو مجاهدین خلق، نفوذی در مقر غریب خراسان                      |
| حمیدرضا منتظری  | پاشا                 | جاسوس عضو مجاهدین خلق، نفوذی در مقر غریب خراسان                      |
| علی اصغر رضایی  | صمیمی                | رئیس مخابرات اهواز                                                   |

## پخش
پخش تانک‌خورها از ۱۵ مهر ۱۴۰۳ در شبکه سه تلویزیون ایران شروع شد. قرار بود این اثر در ۱۴ مهر همان سال پخش خود را آغاز کند اما در نهایت با یک روز تأخیر روی آنتن شبکه سه رفت. پیش از این بنا بود سریال هشت‌پا روی آنتن شبکه سه برود ولی به ناگهان پخش این سریال به شبکه یک واگذار گردید و به جایش تانک‌خورها در جدول پخش شبکه سه جایگزین شد.

## نقد و بررسی
سایت فیلم نیوز نوشت «در قسمت اول با اثری خوش‌ساخت مواجهیم؛ سریالی که شاید قهرمانی کلیشه‌ای داشته باشد اما مستقیم شعار نمی‌دهد و دست‌کم در نقطه شروع موفق می‌شود در دل مخاطبان جا باز کند. انتخاب بازیگران، لوکیشن‌ها و قاب‌بندی‌ها همگی قابل‌قبول است و کارگردان مختصات زندگی در دهه شصت را به‌خوبی روایت کرده است. شاید در نگاه اول فضای سریال و حال‌وهوای آن قدیمی یا تکراری به نظر برسد اما ظاهراً کارگردان به دنبال روایتی جدید است و در همین نقطه شروع هم تا حدی موفق شده است آن را بسازد.»